# Tak daleko, tak blízko!
Tak daleko, tak blízko! (v německém originále In weiter Ferne, so nah!) je německý dramatický film režiséra Wima Wenderse z roku 1993. Jde o sequel Wendersova filmu Nebe nad Berlínem z roku 1987. Děj filmu se odehrává v Berlíně a vypráví příběh anděla Cassiela, jemuž se nelíbí, že musí lidi jen utěšovat, ale nemůže zasáhnout do jejich života.
Film získal velkou cenu na festivalu v Cannes.

## Obsazení
| Otto Sander       | Cassiel                  |
| Peter Falk        | sám sebe                 |
| Horst Buchholz    | Tony Baker               |
| Nastassja Kinski  | Rafaela                  |
| Heinz Rühmann     | Konrad                   |
| Bruno Ganz        | Damiel                   |
| Solveig Dommartin | Marion                   |
| Rüdiger Vogler    | Philip Winter            |
| Lou Reed          | sám sebe                 |
| Willem Dafoe      | Emil Flesti              |
| Michail Gorbačov  | sám sebe                 |
| Marijam Agischew  | Kristen                  |
| Henri Alekan      | kapitán                  |
| Tom Farell        | Jack                     |
| Monika Hansen     | Hanna/Gertruda Beckerová |
| Aline Krajewská   | Raisa                    |
| Günther Meissner  | Forger                   |
| Ronald Nitschke   | Patzke                   |
| Hanns Zischler    | dr. Becker               |
| Camille Pontabry  | Doria                    |